# كتاب الأدغال (1942 فلم)
كتاب الأدغال (بالإنجليزية: Jungle Book) هو فيلم مغامرة تم إنتاجه في الولايات المتحدة وصدر في سنة 1942. من بطولة مارتن شورت وجيمس بيلوشي.

## وصلات خارجية
- مقالات تستعمل روابط فنية بلا صلة مع ويكي بيانات